# Верхнее Дуброво
Ве́рхнее Дубро́во — посёлок городского типа в Свердловской области России.
С точки зрения административно-территориального устройства области находится в границах административно-территориальной единицы Белоярский район, с точки зрения муниципального устройства образует отдельное муниципальное образование городской округ Верхнее Дуброво как единственный населённый пункт в его составе.

## География
Верхнее Дуброво находится к востоку от областного города Екатеринбурга и к западу от районного центра — посёлка городского типа Белоярского. В южной части Верхнего Дуброва проходит железнодорожная ветка Екатеринбург — Тюмень. В границах посёлка на ветке расположены станция Косулино и остановочный пункт Верхнее Дуброво.
Южнее Верхнего Дуброва проходит автомобильная дорога Екатеринбург — Тюмень, часть строящейся магистрали М12 «Восток». К магистрали ведёт подъездная автодорога. Через железную дорогу сооружён мост-путепровод.
Средняя и южная части Верхнего Дуброва представлены малоэтажной жилой застройкой. На юго-западе посёлка находятся небольшая промышленная зона, железнодорожная станция и автостанция. Западная часть застроена в основном многоэтажными домами, здесь же сосредоточены основные объекты инфраструктуры: магазины, отделение № 624053 «Почты России», отделение Сбербанка, пожарная часть, детский сад и школа, дом культуры и аллея Славы.
Северо-восточная часть поселения занята малоэтажной жилой застройкой, чередующейся с территориями садоводческих товариществ. Здесь же расположены Старое и Новое кладбища. Север посёлка представляет собой редкую малоэтажную жилую застройку среди обширных по площади лесов. Северо-восток и восток Верхнего Дуброва представляют собой новые жилые районы, как правило, коттеджной застройки, которые продолжают расширяться. Также здесь находятся несколько садоводческих товариществ и конный клуб «Дубрава».
Кроме самого посёлка городской округ Верхнее Дуброво включает также лесные массивы к северо-востоку от посёлка, значительно превышающие его площадь. На севере городского округа среди лесов есть множество глухих болот.

## История
Верхнее Дуброво возникло как кордон на 35-й версте строящейся железной дороги Екатеринбург—Тюмень. Название предположительно произошло от урочища Высокая дубрава.
С 1834 года на территории современного округа велась добыча золота на Косулинском прииске.
К 1883 году относятся первые упоминания о посёлке в материалах Уральского горного правления.
В 1885 году открыто движение через железнодорожную станцию Косулино. Строительство станции завершено в 1886 году.
12 марта 1895 года арендаторы Мало-Брусянской известковой горы братья Меньщиковы начали обжиг извести.
В 1906 году к северу от станции Косулино А. К. Меньщиков построил завод по обжигу извести. В 1908 году завод стал известково-кирпичным.
После 1917 года известково-кирпичный завод передан на баланс Арамильскому промкомбинату.
В 1928 году посёлок Верхнее Дуброво отнесён к посёлкам городского типа.[уточнить]
В 1929 году организован колхоз «12 лет Октября», просуществовавший до 1953 года.
В 1929 году в урочище Высокая Дубрава из Свердловска перенесена магнитная обсерватория. Регулярные метеонаблюдения ведутся с 1936 года.
В 1930 году образован мехлеспункт.
В 1936 году организован сельский совет пос. Верхнее Дуброво.
В ноябре 1936 года вошла в строй радиостанция, обеспечивавшая радиосвязь Свердловска с другими областями. Станция выполняла задания по дальним авиационным перелётам (В. П. Чкалова, М. М. Громова, А. Б. Юмашева, В. С. Гризодубовой, М. М. Расковой, П. Д. Осипенко), обеспечивала центральное радиовещание на Урал и Дальний Восток в годы Великой Отечественной войны. В 1961—1964 годах радиостанция обслуживала радиосвязью космические полёты (В. Ф. Быковского, А. Г. Николаева, В. М. Комарова, П. Р. Поповича, А. А. Леонова, В. В. Терешковой).
Статус посёлка городского типа — с 1940 года.[уточнить]
В 1941 году на станции Косулино строится Косулинский абразивный завод на базе известково-кирпичного завода, принявший оборудование и персонал ленинградского завода «Ильич». 18 марта 1942 года была выпущена первая промышленная партия абразивного инструмента.
В 1941—1942 годах на базе частично эвакуированных Главной геофизической обсерватории (Ленинград) и Института земельного магнетизма (Павловск) организована Свердловская гидрометеорологическая обсерватория, регулярные наблюдения на которой начались в 1947 году.
В 1946 году пос. Верхнее Дуброво отнесен к категории рабочих поселков.[уточнить]
В 1947 году образованы Центральные механические мастерские треста «Химлесзаг». Часть оборудования для оснащения мастерских перевезена из Калининградской области. В январе 1959 г. мастерские переименованы в Косулинский авторемонтный завод.
12 июля 1957 года Верхнее Дуброво перечислено из состава Сысертского района в состав Белоярского района
В июле 1995 года в соответствии с временным Положением о местном самоуправлени образовано муниципальное образование рабочий посёлок Верхнее Дуброво, не вошедшее в состав Белоярского района. 10 ноября 1996 года муниципальное образование было включено в областной реестр.
31 декабря 2004 года муниципальное образование рабочий посёлок Верхнее Дуброво наделено статусом городского округа. С 1 января 2006 года утверждено официальное название муниципального образования — городской округ Верхнее Дуброво.
С 1 октября 2017 года согласно областному закону N 35-ОЗ статус изменён с рабочего посёлка на посёлок городского типа.

## Климат
Климат умеренный континентальный.
| Показатель              | Янв.  | Фев.  | Март | Апр. | Май  | Июнь | Июль | Авг. | Сен. | Окт. | Нояб. | Дек.  | Год |
| ----------------------- | ----- | ----- | ---- | ---- | ---- | ---- | ---- | ---- | ---- | ---- | ----- | ----- | --- |
| Средняя температура, °C | −13,4 | −12,1 | −4,7 | 3,5  | 10,6 | 16,2 | 17,9 | 15,0 | 9,2  | 2,8  | −6,5  | −11,7 | 2,2 |
| Норма осадков, мм       | 29    | 22    | 22   | 31   | 52   | 82   | 82   | 75   | 64   | 43   | 36    | 29    | 567 |
| Источник: .             |       |       |      |      |      |      |      |      |      |      |       |       |     |

## Население
| 1959  | 1970  | 1979  | 1989  | 2002  | 2009  | 2010  |
| ----- | ----- | ----- | ----- | ----- | ----- | ----- |
| 4038  | ↗4455 | ↗5085 | ↗5220 | ↘4673 | ↗4795 | ↘4791 |
| 2012  | 2013  | 2014  | 2015  | 2016  | 2017  | 2018  |
| ↗4841 | ↗4890 | ↗4925 | ↗4983 | ↗5047 | ↗5078 | ↗5120 |
| 2019  | 2020  | 2021  | 2023  |       |       |       |
| ↗5122 | ↘5072 | ↘4663 | ↘4567 |       |       |       |

## Экономика
Градообразующее предприятие посёлка — Косулинский абразивный завод. С июля 1996 года Верхнее Дуброво является самостоятельным субъектом межбюджетных отношений областного бюджета.

## Транспорт
В Верхнем Дуброве расположены железнодорожная станция Косулино и остановочный пункт Верхнее Дуброво на линии Екатеринбург — Тюмень.
В ноябре 2016 года началось строительство автомобильного моста через Транссибирскую магистраль. В октябре 2017 года новый мост был сдан в эксплуатацию.

## Русская православная церковь
Храм в честь святого апостола Андрея Первозванного (находится в загородном жилом комплексе «Дубрава»). Освящён в 2012 году. В центральном районе поселка в начале 2010-х годов построен храм во имя святителя Ионы митрополита Московского. Храм сложили из бруса и облицевали кирпичом.